# Willem Tons I
Willem Tons I was een Brussels kartonschilder in de 16e eeuw, gespecialiseerd in planten en dieren.

## Leven en werk

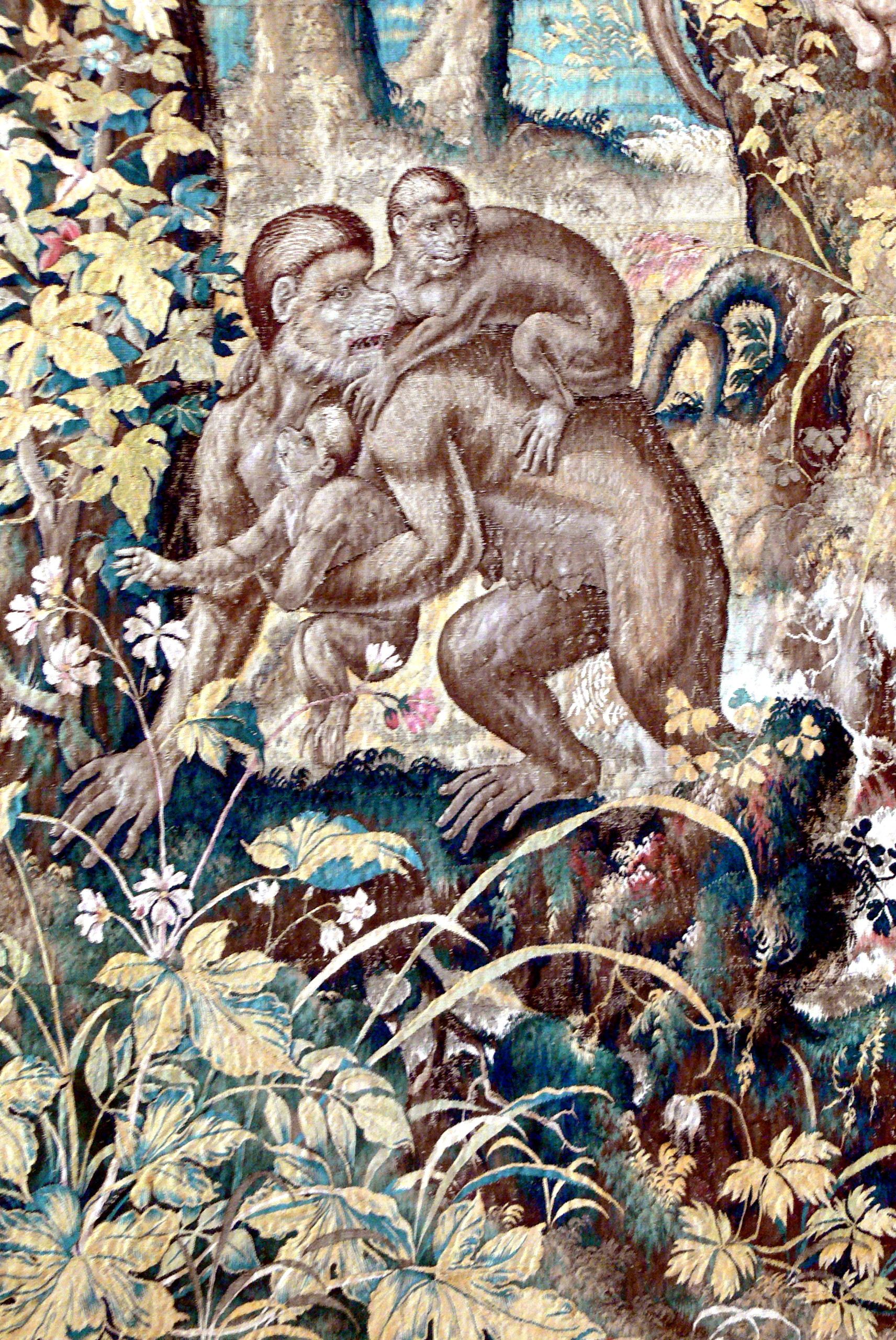
Detail van een wandtapijt toegeschreven aan Willem Tons I (Villa Borromeo, Isola Bella)

Wellicht was hij een zoon van Jan Tons II. Een document uit 1542-1543 noemt hem patroonscrivere, wat wil zeggen dat hij kartons schilderde voor wandtapijten. Het Brusselse legwerk was toen op zijn hoogtepunt. Zijn huis lag in de legwerkerswijk op de Coolmarkt.
Karel van Mander beschreef hem in 1604 – toen hij blijkbaar nog leefde – als "een oudt goet Meester, gheheeten Willem Tons, die uytnemende was in Water-verwen, en Patronen te schilderen, met allerley boomen, cruyden, Dieren, Voghelen, Arenden, en derghelijcke, seer aerdigh en wel ghehandelt nae t'leven".
Het oeuvre van Tons valt niet met enige zekerheid te reconstrueren. Werk van hem was aanwezig in de collecties van Nicolaes vanden Brande en Pieter Paul Rubens. Franse auteurs uit de 17e eeuw noemen een Tons als ontwerper van de Jachten van Maximiliaan, maar behalve Willem kan dit ook een ander familielid zijn geweest. De zevendelige eenhoornreeks op Isola Bella wordt door Roethlisberger speculatief toegeschreven aan Willem Tons, en zijn naam wordt verder in verband gebracht met hoogkwalitatieve verdures in de Wawelburcht.
Zijn twee zonen, Hans en Willem II, schilderden ook en trokken naar Italië.

## Voetnoten
1. ↑  Edmond Roobaert, "Artistieke bedrijvigheid in het paleis op de Coudenberg te Brussel bij het bezoek van de koning en koningin van Bohemen in juli 1556" in: Oud Holland, 2010, nr. 1, p. 10
2. ↑  Edmond Roobaert, "Artistieke bedrijvigheid in het paleis op de Coudenberg te Brussel bij het bezoek van de koning en koningin van Bohemen in juli 1556" in: Oud Holland, 2010, nr. 1, p. 41 n. 38
3. ↑  Schilder-boeck, 1604, fol. 230r
4. ↑  Johan R.J. De Wilde, "De kunstverzameling van de Bruegelliefhebber Nicolaes Vanden Brande (Brussel, 1622)" in: Brusselse Cahiers, 2022, nr. 1, p. 33. DOI:10.3917/brux.053.0017
5. ↑  Marcel Roethlisberger, "La Tenture de la Licorne dans la Collection Borromée" in: Oud Holland, 1967, nr. 3, p. 85-115